# Principe elector

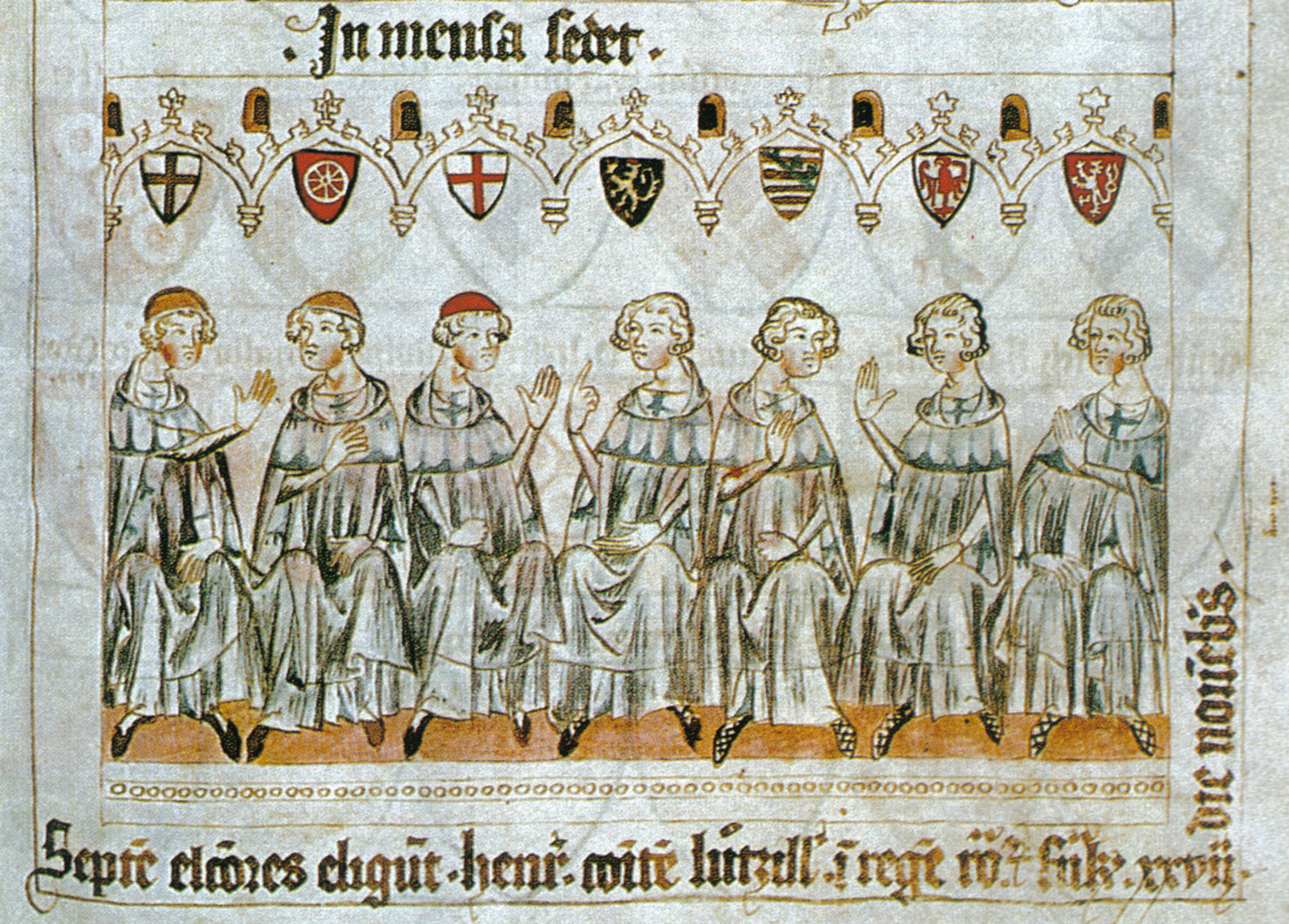
Principi electori aflați în deliberare (de la stânga la dreapta: Arhiepiscopul de Köln, Arhiepiscopul de Mainz, Arhiepiscopul de Trier, Contele Palatinatului, Ducele Saxoniei, Margravul de Brandenburg și Regele Boemiei).

Principii electori ai Sfântului Imperiu Roman (în latină princeps elector imperii; în germană Kurfürst, (listenⓘ, la plural Kurfürsten) au fost cei șapte membri ai colegiului electoral al Sfântului Imperiu Roman: trei arhiepiscopi (de Mainz, Köln și Trier) și patru principi laici.
Începând din secolul al XIII-lea principii electori aveau competența de alegere a regelui Romanilor, care urma să fie încoronat de către papă ca Sfânt Împărat Roman. Carol Quintul a fost ultimul monarh încoronat ca împărat (ales rege romano-german în 1519, încoronat în 1530). Succesorii săi au fost aleși ca împărați în mod direct de colegiul electoral, purtând titlul de „Împărat Ales al Romanilor” (în germană erwählter Römischer Kaiser; în latină electus Romanorum imperator). Începând cu 1440 toți împărații cu excepția unuia singur (Carol al VII-lea din Casa de Wittelsbach) au provenit din Casa de Habsburg a Arhiducatului Austriei, iar principii electori doar ratificau succesiunea Habsburgilor.
Principele elector avea un mare prestigiu și se considera că pe scară ierarhică se afla, ca demnitate, imediat după rege sau împărat. Principii electori aveau privilegii speciale care nu erau împărțite cu ceilalți principi ai imperiului. Ei continuau să-și păstreze titlurile originale alături de titlul de principe elector. Urmașul la tron al unui principe elector laic era cunoscut sub titlul de prinț elector (germană Kurprinz).

## Istorie
Obiceiul german de a alege regi a apărut de când triburile germane au început să formeze coaliții care își alegeau liderii. Prima alegere astfel consfințită a fost cea a lui Lothar al III-lea în 1125. Structura colegiului electoral de la acea dată este neclară. Colegiul includea însă cu siguranță ducii celor patru națiuni germane: Ducatul de Franconia, Ducatul de Suabia, Ducatul de Saxonia si Ducatul de Bavaria.

### De la 1257 până la Războiul de 30 de ani
O scrisoare a papei Urban al IV-lea sugerează ca șapte principi electori au dreptul să aleagă regele și anume: 
- trei principi electori ecleziastici:
- arhiepiscopul de Mainz,
- arhiepiscopul de Trier,
- arhiepiscopul de Köln,

- patru principi electori seculari:
- regele Boemiei,
- contele Palatinatului,
- ducele Saxoniei,
- guvernatorul Brandenburg.

### De la Războiul de 30 de ani până la Napoleon Bonaparte
În 1621 principele elector al Palatinatului, Frederic al V-lea, care participase la revolta din Boemia a fost suspendat din colegiul electoral. Locul său a fost oferit ducelui de Bavaria. Atunci când Războiul de 30 de ani s-a încheiat, pentru contele Palatinatului a fost creat un nou loc de principe elector. Contele de Bavaria și-a păstrat locul în colegiul elector și astfel numărul principilor electori a crescut la opt.
În 1777 componența consiliului electoral a fost redus la opt membri, atunci când principele elector al Palatinatului a moștenit Ducatul de Bavaria, astfel:
- principii electori catolici:
- arhiepiscopul de Mainz,
- arhiepiscopul de Trier,
- arhiepiscopul de Köln,
- regele Boemiei,
- ducele Bavariei;

- principii electori protestanți:
- ducele Saxoniei,
- ducele Brandenburgului,
- ducele Hannovrei.

Sfântul Imperiu German a fost dizolvat in 1806.

### După abolirea Imperiului
După dizolvarea imperiului în august 1806, principii electori au continuat să joace un rol important. Principii electori ai Bavariei, Württembergului și Saxoniei au fost denumiți regi, în timp ce principii electori de Baden, Hesse-Darmstadt, Regensburg și Würzburg au devenit duci. 